# دون باول
دون باول (بالإنجليزية: Don Paul)‏ (و. 1926 – 2001 م) هو لاعب كرة قدم أمريكية، من الولايات المتحدة، ولد في تاكوما، واشنطن، يلعب كظهير دفاعي ‏، توفي عن عمر يناهز 75 عاماً.

## التعليم
تعلم في جامعة ولاية واشنطن.